# Stapelbädden
Stapelbädden är en industrifastighet som ligger i Västra hamnen i Malmö. Den har tidigare använts för att sjösätta båtar i Kockums varvsindustri. Det är Malmös enda bevarade stapelbädd och lokalerna stod helt oanvända från slutet av 70-talet fram till 2006. Då började lokalerna att användas igen, men den här gången som en plattform för att samla människor till projekt som uppmanar till experimenterande och gränsöverskridande projekt.

## Historia
Utbyggnaden av Stapelbäddsparken startade som ett stadsutvecklingsprojekt i kölvattnet av den omdiskuterade bomässan i Malmö (BO-01). Då var det gatukontoret i Malmö som var huvudman för projektet och syftet var att anlägga något som man kallade för en ”urban aktivitetspark” där Stapelbäddsparken ligger idag. Som av en händelse blev man vid den här tidpunkten uppvaktad av en skateboardförening (Bryggeriet) som hade en idé om att bygga en betongpark för skateboard någonstans i Malmö. Efter en del diskussioner och överväganden beslutade man att låta bygga anläggningen i Stapelbäddsparken.
Projektet utgick helt och hållet från skateboardåkarnas behov och önskemål och de styrde hela processen – från konceptutveckling och design till själva uppbyggnaden. Denna utvecklingsstrategi initierade gatukontoret i syfte att undersöka hur man kan stärka de demokratiska processerna i skapandet av en offentlig miljö. Modellen visade sig mycket framgångsrik och arbetssättet har sedan dess löpt som en röd tråd genom den fortsatta processen och ligger också till grund för den verksamhet som nu drivs på platsen.
Det här projektet – som då involverade gatukontoret och skateboardföreningen, gick under namnet "Mötesplats Stapelbäddsparken".
När man hade invigt skateboardparken – våren 2006 ville man gå vidare med projektets nästa etapp. Den handlade om att bygga ut resterande delar av Stapelbäddsparken, och här liksom i arbetet med skateboardanläggningen involverades unga Malmöbor via framtidsverkstäder och workshops - både kopplat till parkens design, funktion och innehåll. Detta resulterade i en arena som man menade skulle inbjuda till både "sport, kultur och rekreation".
Vid den här tidpunkten började man också diskutera vad man skulle göra med den gamla industrifastighet som ligger placerad mitt i parken. Byggnaden som är Malmös enda bevarade stapelbädd, skulle också den innehålla verksamheter som man processar fram med utgångspunkt i ungdomars behov och önskemål. Den viktigaste principen i det här arbetet skulle vara att skapa en plattform där kreativa processer och unga människors engagemang hela tiden hålls levande. Nu anställdes en processledare som skulle leda processerna med att utveckla verksamheter och innehåll i den här byggnaden, men uppdraget involverade också de andra verksamhetsytorna i parken – de som inte handlade om skateboard. Andra förvaltningar inom Malmö stad anslöt till projektet och uppdraget breddades genast från att enbart fokusera på ungdomar till att också involvera vuxna. En gemensam styrgrupp bestående av tre olika kommunala förvaltningar och några föreningar bildades, men projektet kallades fortfarande "Mötesplats Stapelbäddsparken".
Uppdrag handlade då om att fylla byggnaden med kulturell verksamhet (för unga och vuxna) som skulle växa fram underifrån. Platsen blev mer och mer en allmän angelägenhet och inte bara en skateboardpark. 2007 ändrades namnet till Stapelbäddsparken. Mellan 2007 och 2011 har verksamheten utvecklat projekt med mycket öppna ramar. En röd tråd i verksamheten är att projekten varit gränsöverskridande och experimenterande. Det har fungerat som en plats där olika världar kan mötas för att skapa något unikt. Det har också fungerat som en språngbräda för individuella talanger att komma in i ett sammanhang där de kan göra sig hörda.